# Lucía Martín García
Lucía Martín García (Málaga, España, 16 de junio de 2001) es una futbolista profesional española. Actualmente juega en el Málaga CF Femenino.

## Trayectoria deportiva
Formada en la cantera del Málaga CF Femenino, ascendió al primer equipo con contrato hasta el final de la temporada 2020/21.

## Clubes
| Club               | País   | Año    |
| ------------------ | ------ | ------ |
| Málaga CF Femenino | España | 2020 - |